# Vruchtenbuurt
Vruchtenbuurt is de naam van een buurt en tevens de naam van een wijk in het stadsdeel Segbroek in Den Haag.
De wijk Vruchtenbuurt bestaat uit de buurten Vruchtenbuurt en Eykenduynen. De Notenbuurt die ten westen van de Thorbeckelaan ligt hoort in de ogen van het Centraal Bureau voor de Statistiek bij Eykenduynen (buurt 83) maar de gemeente rekent de Notenbuurt tot de wijk Waldeck in stadsdeel Loosduinen.
De wijk wordt begrensd door de Oude Haagweg, de Thorbeckelaan, de Laan van Meerdervoort, de Laan van Eik en Duinen, en de Mient (dus inclusief de begraafplaats Oud Eik en Duinen).
De wijk grenst aan de wijken Leyenburg, Loosduinen, Waldeck, Bohemen en Meer en Bos, Bomen- en Bloemenbuurt en Valkenboskwartier en Heesterbuurt.
Bijna alle straten hebben de naam van een vrucht. De wijk is voornamelijk gebouwd in de jaren 1928-1940 en er staan dus veel huizen uit de jaren dertig, al dan niet opgedeeld in boven- en benedenwoning.
Vóór de bebouwing was het een tuinbouwgebied. Nu is de Vruchtenbuurt een Haagse woonwijk.

## Naamgeving
Vanaf het moment dat de wijk gepland werd, en 'Vruchtenbuurt' werd gedoopt, was er veel discussie over de naamgeving van de straten, zoals in Het Vaderland valt na te lezen. Het gemeenteraadslid Siebelts vreesde voor de 'gelegenheid om glossen te maken' over namen als Pruimenlaan en Druifstraat. Hij suggereerde dat er ook namen als Roomsoezenlaan, Zure Haringlaan of Pietermannenpad gebruikt konden worden. De publicist Wouter Loeb schreef er een versje over, La Haye Les Fruits. Het duurde vijf jaar voor er met de bebouwing van de Pruimenlaan begonnen werd, en in de laatste maanden van 1932 werden Pruimenlaan en Pruimenplein op verzoek van de erfpachters omgedoopt in Pomonalaan en Pomonaplein, naar Pomona, de Romeinse godin van de boomvruchten. In de loop van 1933 kwam de bebouwing aan deze straten gereed, naar ontwerp van Willem Verschoor. In 1936 werd de christelijk-gereformeerde Jeruzalem-kerk aan het Pomonaplein in gebruik genomen, ontworpen door Abraham van der Kraan.

## Bekende inwoners
In de Ananasstraat woonde Klaas Voskuil, hoofdredacteur van het Vrije Volk en commentator bij de VARA met zijn gezin waaronder zijn zoon Han Voskuil, auteur van onder meer de romancyclus Het Bureau.
Schrijver, essayist en criticus Menno ter Braak en zijn vrouw Ant ter Braak-Faber woonden van januari 1934 tot november 1936 aan het Pomonaplein op nummer 22. Zij zijn begraven op Oud Eik en Duinen.
Volleyballer, muzikant en cabaretier Bram Vermeulen werd geboren, en groeide op, in de Morelstraat op nummer 122.
Andere bekende inwoners waren jazzpianiste en zangeres Pia Beck en de Haagse wethouder, later minister Maarten Vrolijk. Beiden woonden op het Pomonaplein. Rond 1969 woonde ook de latere staatssecretaris Cees Schelfhout in de Vruchtenbuurt. De bekende concertpianist Daniël Wayenberg heeft vlak na de oorlog met zijn moeder enige jaren in de Kornoeljestraat gewoond en is daarna naar Parijs vertrokken.
Schrijver, ondernemer en kerkmusicus Henk Lemckert werd in 1944 geboren aan het Abrikozenplein. Zijn vader had op dat adres een kruidenierswinkel.

## Bereikbaarheids historie
In 1882 kwam de eerste verbinding langs de wijk; de stoomtram der WSM reed over de Oude Haagweg tussen Den Haag en Loosduinen. In 1883 ging die verder, het Westland in. In 1932 werd de lijn teruggetrokken tot Loosduinen; de Oude Haagweg werd voor 50 jaar tramloos. Sinds 1983 rijd tramlijn 2 (4e) op ongeveer hetzelfde traject. In 1928 gingen tramlijn 5 en tramlijn 20 rijden via Mient, Laan van Eik en Duinen en Laan van Meerdervoort. Later ging lijn 5 de hele Mient af tot aan de Walnootstraat. In 1948 werd lijn 20 vernummerd in lijn 2 (3e). In 1963 werden lijn 2 & 5 opgeheven. Buslijn 2 verving tram 2 wel geheel, maar tram 5 niet. Daardoor had de Mient acht jaar lang grotendeels geen tram én bus meer. In 1948 ging tramlijn 7 vanaf de Lijsterbesstraat doorrijden over de Laan van Meerdervoort naar Bohemen. In 1966 werd dit deel overgenomen door tramlijn 3. In 2007 is dat RandstadRail 3 geworden.
De eerste buslijnen in of langs de wijk waren lijn L naar Scheveningen , lijn M van Valkenbosplein naar Kijkduin, en lijn P vanuit het centrum naar de Gooilaan, in 1927. Lijn L had een periode zijn eindpunt op het Pomonaplein. Lijn M reed op de Laan van Meerdervoort. Later ging lijn P doorrijden over de Mient tot de Appelstraat. Na de oorlog verving buslijn E lijn L naar Scheveningen. Lijn M reed alleen nog tussen Bohemen en Kijkduin, omdat tram 7 en 14 doorrijden naar Bohemen. Een nieuwe buslijn D vanuit het centrum bereikte via de Loosduinse weg en Thorbeckelaan uiteindelijk ook Bohemen. In 1952 is lijn E verdwenen en rijd er geen bus meer door de wijk. Tussen 1963 en 1966 was dat weer wel zo; buslijn 2 vervangt de opgeheven tramlijn 2. In 1966 werd tramlijn 14 een buslijn, maar de route over de Laan van Meerdervoort tot Bohemen werd gehandhaafd. In 1974 echter ging bus 14 via Valkenboslaan en de Mient rijden, en verving zodoende alsnog tramlijn 5 daar. Als gedeeltelijke vervanging van tramlijn 7 reed tussen 1966 en 1976 in de spitsuren buslijn 7 over de Laan van Meerdervoort en Thorbeckelaan tot de Appelstraat. In 1976 werd dit buslijn 37, en die reed tot in 1985.
In 1974 ging buslijn 2 rijden langs de Loosduinse vaart, waar vroeger de WSM-stoomtram reed. In 1983 werd dit tramlijn 2 (4e). Tussen 1955 en 1983 reden daar ook buslijn 19 en 26, de opvolgers van buslijn D en P. Ook de WSM, later Westnederland, reed daar met o.a. buslijn 50, 51, 52, en 53. Met de instelling van tramlijn 2 verdwenen de HTM-buslijnen op die route, terwijl de streeklijnen, inmiddels 122, 123 en 124 geheten, over de Escamplaan rijden, en daarna nog een klein stukje langs tramlijn 2. In 1971 kwam buslijn 23 er bij op de Thorbeckelaan, en dat is sindsdien zo gebleven.